# Кохистан (округ)
Кохистан (урду کوہستان‎, англ. Kohistan District) — бывший округ пакистанской провинции Хайбер-Пахтунхва.
В 2014 году разделён на округа Верхний Кохистан и Нижний Кохистан. В 2017 году из последнего также выделен округ Колай-Палас-Кохистан.

## Административно-территориальное устройство

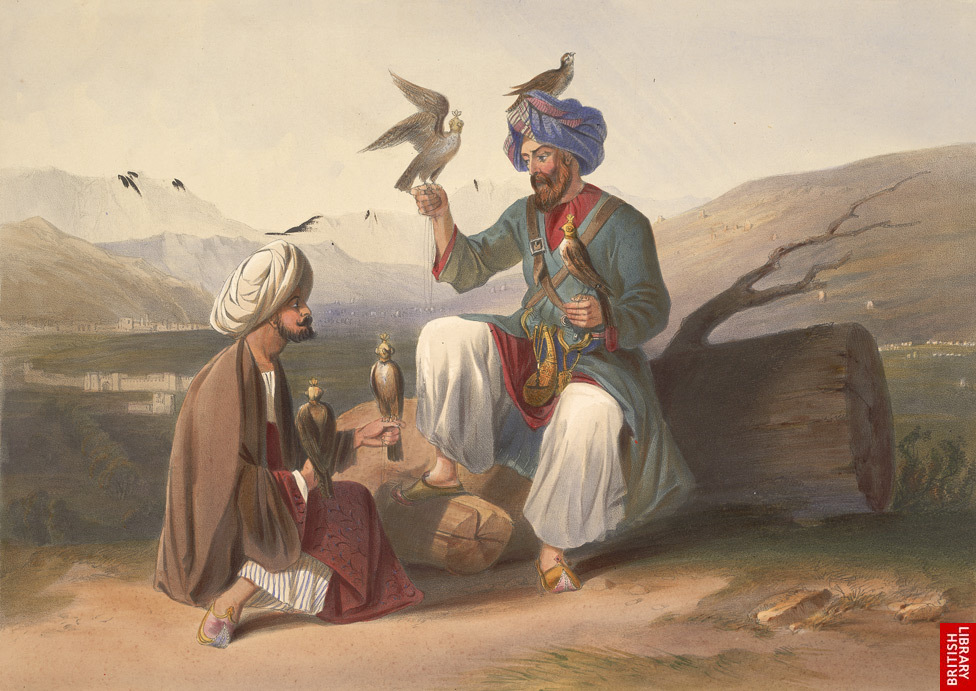
Кабульский Кохистан в 1841 году

Кохистан состоит из четырёх техсилов:
- Дасу
- Паттан
- Палас
- Кандия

Округ представлен в провинциальной ассамблее Хайбер-Пахтунхвы тремя представителями от следующих округов:
- ПФ-61 (Кохистан-1)
- ПФ-62 (Кохистан-2)
- ПФ-63 (Кохистан-3)

## Стихийное бедствие
В августе 2011 года в Кохистане произошло сильнейшее наводнение, в результате которого погибло свыше 69 человек.